# Виждаш ли Сеул?
Виждаш ли Сеул? (на корейски: 서울이 보이냐?, на английски: Do You See Seoul?, също известен и като Unforgettable) е южнокорейски драматичен филм от 2008 г., по сценарий и режисура на Сонг Донг Юнг. В него участват Ю Сънг Хо, И Чанг Хун, О Су А и Ким Ю Чонг.
Премиерата на филма е на 8 май 2008 г. и привлича общо 50 956 зрители.

## Сюжет
Историята на филма започва с порасналия Гил Су, който си спомня за своята добросърдечна учителка Ън Йонг. Самият той е станал учител в Сеул. В желанието си да създаде незабравимо преживяване за своите ученици през лятната ваканция, той предлага да заведе децата от големия град на екскурзия до родното си място, малкия остров Шиндо. Но идеята не е одобрена от родителите, които имат по-добри планове за децата от това да пътуват до остров. Тогава той заминава сам за Шиндо, припомняйки си миналото и незабравимото си пътуване до Сеул, организирано от неговата учителка.
Разказът ни пренася назад в 1976 г., когато Гил Су е все още малко, но зряло момче, което трябва да се грижи за малката си сестра и да толерира самотния си баща алкохолик. Момчето е решено да намери майка си, която е напуснала семейството си в търсене на по-добър живот и се предполага, че държи магазин в Сеул. Гил Су е едно от дузината деца в училището на Шиндо, където учителка е красивата и сърдечна Ън Йонг. За разлика от другите учители, които напускат Шиндо след около година, тя остава на острова и печели вярата и любовта на селяните. Един ден учителката получава писмо с покана да посети фабрика за бисквити в Сеул заедно с децата. Тя иска да покаже на малките си ученици един нов свят. Но най-голямата ѝ пречка е да преодолее възраженията на родителите.
За шепата фермерски семейства, които обитават този отдалечен остров мисълта за Сеул – „върхът“ на модерността и цивилизацията – е изключена и те твърдо се противопоставят на училищната екскурзия. Те нямат нужните средства, за да изпратят децата си в Сеул, а и не виждат полза от това пътуване. Но Гил Су и приятелите му са запленени от мисълта да видят истински велосипед и се заемат сами да спечелят пари за пътуването, като събират миди с учителката си, за да ги продават на пазара.
След много трудности родителите най-накрая се съгласяват с пътуването и групата тръгва към големия град, пътувайки с влак за пръв път. Но екскурзията претърпява неочакван обрат, когато Гил Су, сестричката му и приятелят им Юн Бок, очаровани от велосипед, се изгубват.

## Актьорски състав
- Ю Сънг Хо като Гил Су
- И Чанг Хун като порасналия Гил Су
- О Су А като учителката Ън Йонг
- Ким Ю Чонг като Йонг Ми, сестричката на Гил Су
- Чо Йонг Джин като г-н Чанг
- Че Бум Хо като възрастния Юн Бок
- Но Йонг Хак като Дже Йонг
- Мун Га Йонг като Бун Ри
- Йон Джун Сок като Чун Сам
- Уон Ю Бин като Кьонг Сук
- О Джу Хи като майката на Сун Док

## Продукция
Филмът е последната роля на Ю Сънг Хо като дете актьор.
Снимките на филма се състоят на живописния остров Хаидо, разположен в Хаимьон, Мокпо, Чъла-Намдо. Мястото идеално пасва на атмосферата от 70-те години с малкото си население, чистата морска вода и обширни плажове, както и със самото училище, представено във филма. Автентичността на острова позволява на снимачния екип да използва почти всичко в естественото му състояние.
Преди излизането на филма е създаден блог, предоставящ на феновете информация за заснемането на филма, информация за членовете на актьорския състав, истории зад кулисите и новини.
Първоначално наречен „Моята учителка“, филмът претърпява промяна в заглавието на „Виждаш ли Сеул?“. Решението на продуцентската компания е мотивирано от убеждението, че последното заглавие е по-подходящо и привлекателно за публиката.
С цел да се запази автентичната атмосфера на филма заснемането на официалния му плакат се провежда на гара Гоксонг, където има влак, използван още през 1968 г.

## Премиера
Въпреки че филмът е заснет през 2006 г., официалната му премиера е отложена с две години и той излиза на 8 май 2008 г. Датата е стратегически избрана заради отношенията между деца, родители и учители, които са предмет на филма. А май месец е признат за месец на семейството в Южна Корея, когато се празнува Деня на детето на 5 май, Деня на родителите на 8 май и Деня на учителя на 15 май.

## Външни връзки
- „Виждаш ли Сеул?“ в  Internet Movie Database